# Поздеев, Владимир Николаевич
Поздеев Владимир Николаевич (1931—2018) — российский ученый, кандидат технических наук, профессор, первый ректор Иркутского Государственного Университета Путей Сообщения (1975—1980), академик российской академии транспорта (2000), почетный работник Восточно-Сибирской железной дороги (2006).

## Биография
Поздеев Владимир Николаевич родился 10 февраля 1931 года в деревне Мишковской Приозерного района Архангельской области в семье учителей. Детские годы прошли в Барнауле и Рубцовске Алтайского края.
В 1953 году окончил Тбилисский институт инженеров железнодорожного транспорта и получил диплом инженера-путейца.
До переезда в Иркутск Владимир Николаевич поработал на различных должностях на железной дороге Алтая, в Новосибирском институте инженеров железнодорожного транспорта.
В 1971 году Владимир Николаевич защитил кандидатскую диссертацию по теме «Проектирование и оптимальное размещение производственных баз путевых машинных станций» (на примере Западно-Сибирской железной дороги)" в Новосибирском институте инженеров железнодорожного транспорта. На основании разработанной им модели были размещены путевые машинные станции на Западно-Сибирской и Восточно-Сибирской дорогах.
В 1973 года он возглавил Иркутский филиал НИИЖТ, преобразованный через несколько лет в самостоятельный транспортный институт, впоследствии названный ИрГУПС. До 1980 года Поздеев был его ректором, после выполнял обязанности проректора института по административно-хозяйственной работе и занимал пост заведующего кафедрой «Путь и путевое хозяйство»,
С 1953 года вся производственная, научно-исследовательская и педагогическая деятельность В. Н. Поздеева связана с содержанием, ремонтом и организацией работ в путевом хозяйстве железных дорог. Вся жизнь инженера-ученого была связана с железной дорогой. Более пятидесяти научных трудов по проблемам путевого хозяйства Восточной Сибири подготовлены им в соавторстве с другими учёными. В этих трудах затронуты вопросы эксплуатации рельсов повышенной стойкости, укладки бесстыкового пути на болотах и слабых основаниях, износа рельсов на кривых участках пути малого радиуса в сложных инженерно-геологических условиях. Поздеев был автором монографии «Применение математических методов в экономике, планировании, развитии и размещении предприятий путевого хозяйства».
Скончался 15 мая 2018 года в г. Иркутск

## Награды
- Медаль «Ветеран труда» (1984)
- Почетный знак «150 лет железным дорогам» (1987)
- Памятный знак «Почетный железнодорожник» (1989)
- Нагрудный знак «Почетный работник высшего профессионального образования Российской Федерации» (2000)
- Нагрудный знак «За безупречный труда нафедеральном железнодорожном транспорте» (2003)
- Нагрудный знак «Почетный железнодорожник» (Монголия) (2003)
- Нагрудный знак «Почетный транспортный строитель» (2003)
- Медаль «XXX лет Байкало-Амурской магистрали» (2004)
- Юбилейный знак отличия «За заслуги в транспортном строительстве» III степени (2004)
- Почетный работник Восточно-Сибирской железной дороги (2006).
- Нагрудный знак «Почетный работник транспорта России» (2010)